# Skaní s dutým vřetenem

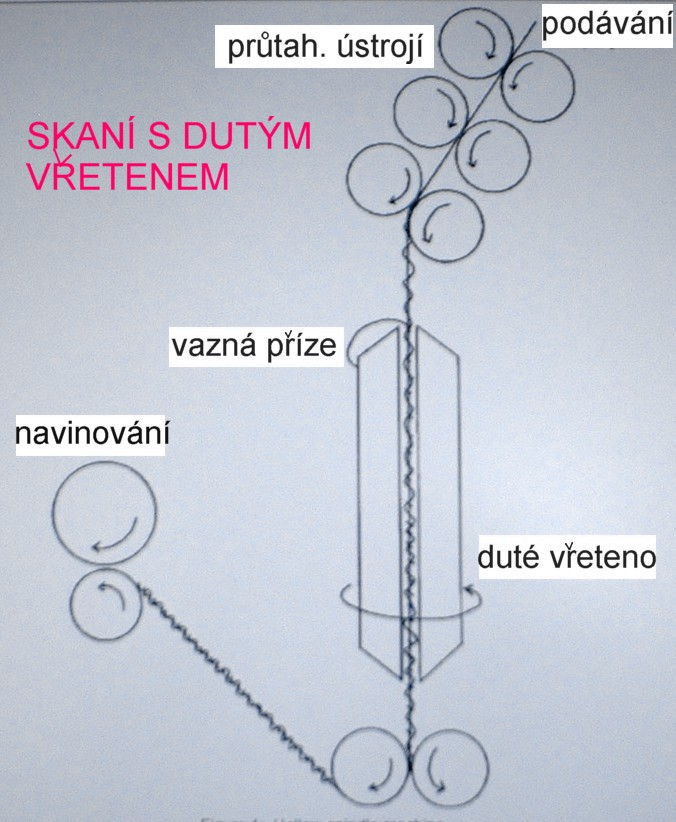
Schéma funkce dutého vřetene

Skaní s dutým vřetenem je způsob výroby příze patentovaný v roce 1976 pro Bulhara G. Mitova. Skací zákrut je zde nahrazen obtáčením vazné filamentové příze kolem materiálu procházejícím dutým vřetenem. Výsledná skaná nit má strukturu podobnou svazkové přízi, ve které většina elementů leží paralelně vedle sebe a jejich soudržnost zajišťuje jen vazný filament. Systém je vhodný pro výrobu hladkých i efektních přízí.

## Funkce skacího stroje
Princip skaní hladké příze je naznačen na vedlejším nákresu: Stužka staplových vláken je vedena z průtahového ústrojí do dutiny vřetene rotujícího rychlostí do cca 20 000 ot./min. Na vřetenu je nasazena z cívka s vaznou nití, která se obtáčí kolem stužky, vzniklá příze se po průchodu vřetenem navíjí na cívku.
Na strojích pro efektní příze jsou instalována až tři průtahová ústrojí a 1-2 zařízení na podávání jednoduchých přízí, které se mohou opřádat před zavedením do dutého vřetene. Průtahová ústrojí jsou zpravidla spojena s přerušovaným podáváním pramene nebo přástu, takže se v nich mohou tvořit různé efekty. Výsledná skaná příze tak může sestávat z 5-6 komponent, jejichž kombinace se u moderních strojů sestavují s pomocí počítačových programů s celkovým počtem až 2400 možných variant. 

## Stroj s kombinací dutého a prstencového vřetene
Příze skané s dutým vřetenem jsou objemnější a méně odolné proti opotřebení než příze z prstencových strojů. Případnou nedostatečnou pevnost příze lze zvýšit "pravým" zákrutem s pomocí konvenčního vřetene instalovaného na stroji pod dutým vřetenem. Po průchodu dutým vřetenem je příze vedena přímo ke vřetenu s prstencem, kde se zakrucuje a navíjí na potáč.Vřeteno s prstencem a běžcem se s může otáčet jen méně než poloviční rychlostí oproti dutému vřetenu, takže produkce je podstatně nižší, než u strojů bez dodatečného zákrutu.
V odborné literatuře se popisují také stroje se dvěma dutými vřeteny nad sebou. Podle tohoto systému vazná nit u druhého vřetene překrývá vinutí na přízi závitem v opačném směru a tím stabilizuje výsledný výrobek.

## Použití strojů s dutým vřetenem
Ze známých druhů efektů se na stroji zhotovují především: buklé, smyčky, plameny, uzlíky, knoflíky, kníry, flámky, muliné.
Efektní příze skané s dutým vřetenem se používají hlavně na oděvní pleteniny, hladké příze se však najdou také v kobercích a ve zdravotních textiliích.